# کانجورو آراشی
کانجورو آراشی (انگلیسی: Kanjūrō Arashi; ۸ دسامبر ۱۹۰۳ – ۲۱ اکتبر ۱۹۸۰) بازیگر، تهیه‌کننده فیلم، و بازیگر کابوکی اهل ژاپن بود.
از فیلم‌ها یا برنامه‌های تلویزیونی که وی در آن نقش داشته‌است می‌توان به ۱۳ آدمکش، تورا-سان ارباب را ملاقات می‌کند، و زاتوایجی و یوجینبو اشاره کرد.